# Hamid Ghassemi-Shall
Hamid Ghassemi-Shall (tiếng Ba Tư: حمید قاسمی-شال) (sinh vào khoảng năm 1967) là một kỹ thuật viên máy tính người Canada-Iran, người đã bị Iran bắt giữ vì tội gián điệp vào năm 2008 và bị kết án tử hình vào năm sau. Chính phủ và thượng viện Canada đã kêu gọi hoãn thi hành án, và Tổ chức Ân xá Quốc tế đã bắt đầu một chiến dịch viết thư thay cho ông.

## Lý lịch
Sinh ra ở Iran, Ghassemi-Shall chuyển đến Canada vào năm 1990 sau Cách mạng Hồi giáo. Ông giữ quyền công dân ở cả hai nước. Anh gặp người vợ tương lai của mình, Antonella Mega, người Canada gốc Ý, vào năm 1995 khi đang làm việc tại một cửa hàng giày ở Toronto và kết hôn với cô trong vòng một năm.

## Kết án gián điệp
Ghassemi-Shall đã tới Iran vào tháng 5 năm 2008 để thăm mẹ anh, người không khỏe. Lần cuối cùng anh đến nước này vào năm 2004, vào ngày giỗ đầu tiên của cha anh. Khi Ghassemi-Shall đang ở Iran, anh trai Alborz của anh đã bị bắt và hộ chiếu Canada của Ghassemi-Shall đã bị tịch thu cùng với các tài liệu gia đình khác. Ghassem-Shall đã báo cáo cho đồn cảnh sát vào cuối tháng để lấy lại hộ chiếu của mình, nhưng cũng bị bắt giữ.
Vào cuối năm 2009, Ghassemi-Shall đã bị kết án làm gián điệp cho Mujahideen e-Khalq (MEK). Cơ sở của bản án là một e-mail mà anh ta bị cáo buộc đã gửi cho Alborz yêu cầu thông tin thay mặt cho MEK. Gia đình của Ghassemi-Shall đã phủ nhận rằng một e-mail như vậy đã được viết hoặc gửi đi.
Ban đầu nói bản án của mình sẽ là tù chung thân, Ghassemi-Shall sau đó đã bị tòa án Iran kết án tử hình. Alborz chết trong nhà tù Evin vào tháng 1 năm 2010. Chính quyền Iran quy kết cái chết vì ung thư dạ dày, trong khi một phóng viên của Toronto Sun gọi hoàn cảnh của cái chết là "bí ẩn".
Theo vợ của Ghassemi-Shall, anh ta đã bị giam giữ mười chín tháng và bị các lính canh của mình ngược đãi. Mặc dù có hai quốc tịch, ông cũng bị từ chối các chuyến thăm từ lãnh sự quán Canada.
Vào tháng 4 năm 2012, chị gái của Ghassemi-Shall được thông báo rằng vụ xử tử sắp xảy ra.
Các nguồn truyền thông Ba Tư đưa tin vào ngày 23 tháng 9 năm 2013 rằng Ghassemi-Shall đã được thả ra sau khi bản án của anh ta được giảm từ tử hình xuống còn năm năm tù. Anh ta được thả ra sau khi phục vụ năm năm và bốn tháng, và trở về Canada vào ngày 10 tháng 10.

## Các chiến dịch thay mặt Ghassemi-Shall
Vợ của Ghassesmi-Shall, Antonella Mega, đã đi du lịch khắp Canada để nói chuyện với sự hỗ trợ của chồng. Kể từ tháng 5 năm 2012, cô đã nộp đơn xin thị thực Iran để đi du lịch đến Tehran để cầu xin sự giải thoát từ bi của anh. Ghassemi-Shall cũng là chủ đề của một số chiến dịch truyền thông xã hội. Vào tháng 4 năm 2012, Tổ chức Ân xá Quốc tế đã bắt đầu một chiến dịch viết thư thay mặt Ghassemi-Shall, kêu gọi chính phủ Iran tạm dừng hành quyết; cho anh ta được gặp gia đình, một luật sư và điều trị y tế; và xử lại anh ta theo các tiêu chuẩn quốc tế công bằng.
Trong một cuộc tranh luận vào tháng 2 năm 2012, thượng nghị sĩ Canada Linda Frum bày tỏ lo ngại về trường hợp của Ghassemi-Shall, nói rằng ông đã "chịu đựng 18 tháng giam cầm và phải chịu sự tra tấn về thể xác và tâm lý". Sau các báo cáo rằng vụ hành quyết của Ghassemi-Shall sắp xảy ra, Thủ tướng Stephen Harper đã đe dọa chính phủ Iran về "hậu quả" nếu Ghassemi-Shall bị giết, nói: "Chính phủ Iran nên biết rằng cả thế giới sẽ theo dõi, và họ sẽ bỏ phiếu phán xét nếu những điều khủng khiếp và không phù hợp được thực hiện trong trường hợp này. "  Bộ trưởng Bộ Ngoại giao John Baird và Bộ trưởng Bộ Ngoại giao Diane Ablonczy tuyên bố rằng "Canada kêu gọi khẩn cấp chính phủ Cộng hòa Hồi giáo Iran cấp phép khoan hồng cho ông Ghassemi-Shall vì lý do từ bi và nhân đạo. Chúng tôi kêu gọi Iran đảo ngược phán quyết hiện tại và tuân thủ các nghĩa vụ nhân quyền quốc tế của mình. "  Hạ viện Canada đã đưa ra một lời kêu gọi nhất trí cho việc phát hành vào ngày 30 tháng Năm. Bản án của ông cũng bị Mỹ, Anh, Brazil và Thổ Nhĩ Kỳ phản đối.
Tuy nhiên, chính phủ Canada được cho là có ít ảnh hưởng ở Iran sau cái chết của nhà báo Zahra Kazemi năm 2003 làm xấu đi quan hệ giữa hai nước. Một chuyên mục cho Quả cầu và Thư mô tả Ghassemi-Shall là một "con tin" bị chính phủ Iran bắt giữ vì những yêu cầu không rõ ràng. Chuyên gia nghiên cứu về Đại học Quân sự Hoàng gia Iran Houchang Hassan-Yari đã mô tả vụ bắt giữ Ghassemi-Shall là một "chiến thuật gây áp lực" của chính phủ Iran để trả đũa những chỉ trích của Canada về hồ sơ nhân quyền của Iran.